# Jessie Willcox Smith
Jessie Willcox Smith (6 de septiembre de 1863 – 3 de mayo de 1935) fue una de las ilustradoras más prominentes en los Estados Unidos durante la época dorada de la ilustración. Ilustró historias y artículos para clientes como Century, Collier's, Leslie's Weekly, Harper's, McClure's, Scribners, y Ladies' Home Journal. Fue colaboradora de Good Housekeeping, incluyendo la serie Mother Goose y sus cubiertas entre 1915 a 1933. Entre los más de 60 libros que Smith ilustró se encuentran  Mujercitas y Una Chica Anticuada de Louisa May Alcott,  Évangéline de Henry Wadsworth Longfellow y A Child's Garden of Verses de Robert Louis Stevenson.

## Biografía
Jessie Willcox Smith nació en el barrio Mount Airy de Filadelfia, Pensilvania. Fue la hija más chica de Charles Henry Smith, un inversor financiero, y Katherine DeWitt Willcox Smith. Jessie asistió a escuelas elementales privadas y a los dieciséis años fue enviada a Cincinnati, Ohio para vivir con sus primos y terminar su educación. Estudió para ser maestra y enseñó en guarderías en 1883, pero las demandas físicas de trabajar con niños fueron demasiado agotadoras para ella. Debido a problemas de espalda tenía problemas en agacharse a su nivel. Animada a asistir a una clase de arte de uno de sus amigos, Smith descubrió que tenía talento para dibujar.

## Carrera

### Educación
En 1884 o 1885, Smith asistió a la Escuela de Diseño para Mujeres de Filadelfia (ahora Universidad Moore de Arte y Diseño) y en 1885 a la Academia de Pensilvania de Bellas artes bajo la supervisión de Thomas Eakins y Thomas Anshute. Bajo Eakins empezó a utilizar la fotografía como recurso en sus ilustraciones. A pesar de que Eakins podía ser difícil, particularmente con el alumnado femenino,  fue una de sus primeras influencias importantes. En mayo de 1888, mientras Smith estaba en la Academia de Pensilvania, su ilustración Three Little Maidens All in a Row fue publicada en St. Nicholas Magazine. La ilustración era una salida profesional que las mujeres podían seguir en ese tiempo. Realizar ilustraciones para libros infantiles o de la vida hogareña era una carrera apropiada para mujeres artistas porque se envolvía alrededor de los instintos maternales. La profesión se volvió viable cada vez para más mujeres gracias a los avances tecnológicos en la impresión así como a un revival del diseño de libros en Inglaterra. Smith se graduó en junio de 1888 y se unió a la primera revista para mujeres, Ladies' Home Journal, en un puesto en el departamento publicitario para terminar bosquejos, diseñar marcos y preparar arte publicitario. En 1892 ilustró el libro de poesía New and True de Mary Wiley Staver.
En 1894 Smith se matriculó en la Universidad Drexel para tomar clases con Howard Pyle. Fue su primera clase en Drexel, en el cual había un 50% de alumnas femeninas. Pyle alentó a muchas artistas de la generación de Smith a luchar por su derecho A ilustrar para las casas editoriales importantes de su tiempo. Trabajó estrechamente con muchos artistas a quienes veía "con talento". Smith dijo que trabajar con Pyle barrió "todas las telarañas y confusiones que asedian el camino del estudiante de arte".  En 1923 su discurso fue compilado en "Report of the Private View of Exhibition of the Works of Howard Pyle at the Art Alliance". Estudió con Pyle hasta 1897.

### Las Chicas de la Rosa Roja

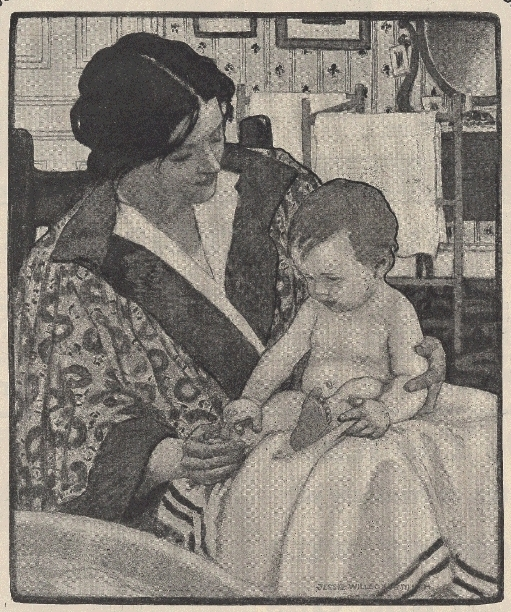
Ilustración del Ivory Soap, 1901

Smith conoció a Elizabeth Shippen Green y Violet Oakley mientras estudiaba en Drexel. Las tres compartieron un estudio en Chestnut Street en Filadelfia. En 1897 Oakley y Smith ilustraron el libro de Henry Wadsworth Longfellow Evangeline.
A comienzos del siglo XX la carrera de Smith floreció. Ilustró varios libros y revistas, y creó un anuncio para el jabón Ivory. Sus trabajos fueron publicados en Scribner's, Harper's Bazaar, Harper's Weekly, y St. Nicholas Magazine. Ganó un premio por Child Washing Green, Smith y Oakley se volvieron conocidas como "Las Chicas de la Rosa Roja" debido a la Posada de la Rosa Roja en Villanova, Pensilvania, donde vivieron y trabajaron juntas por cuatro años al comienzo de los 1900s. Alquilaron la posada para la madre de Oakley, los padres de Green y Henrietta Cozens, que dirigía los jardines y la posada.
Green y Smith ilustraron el calendario The Child en 1903. Smith exhibió en la Academia Artes de Pensilvania ese año y ganó el Premio Mary Smith. Cuando las artistas perdieron el alquiler de la posada en 1904, Frank Miles Day remodeló una granja para ellas en Mount Airy, Filadelfia. La nombraron "Cogslea" por las iniciales de sus apellidos.

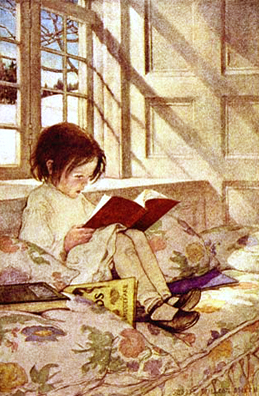
A Child's Garden of Verses, 1905

### Carrera posterior

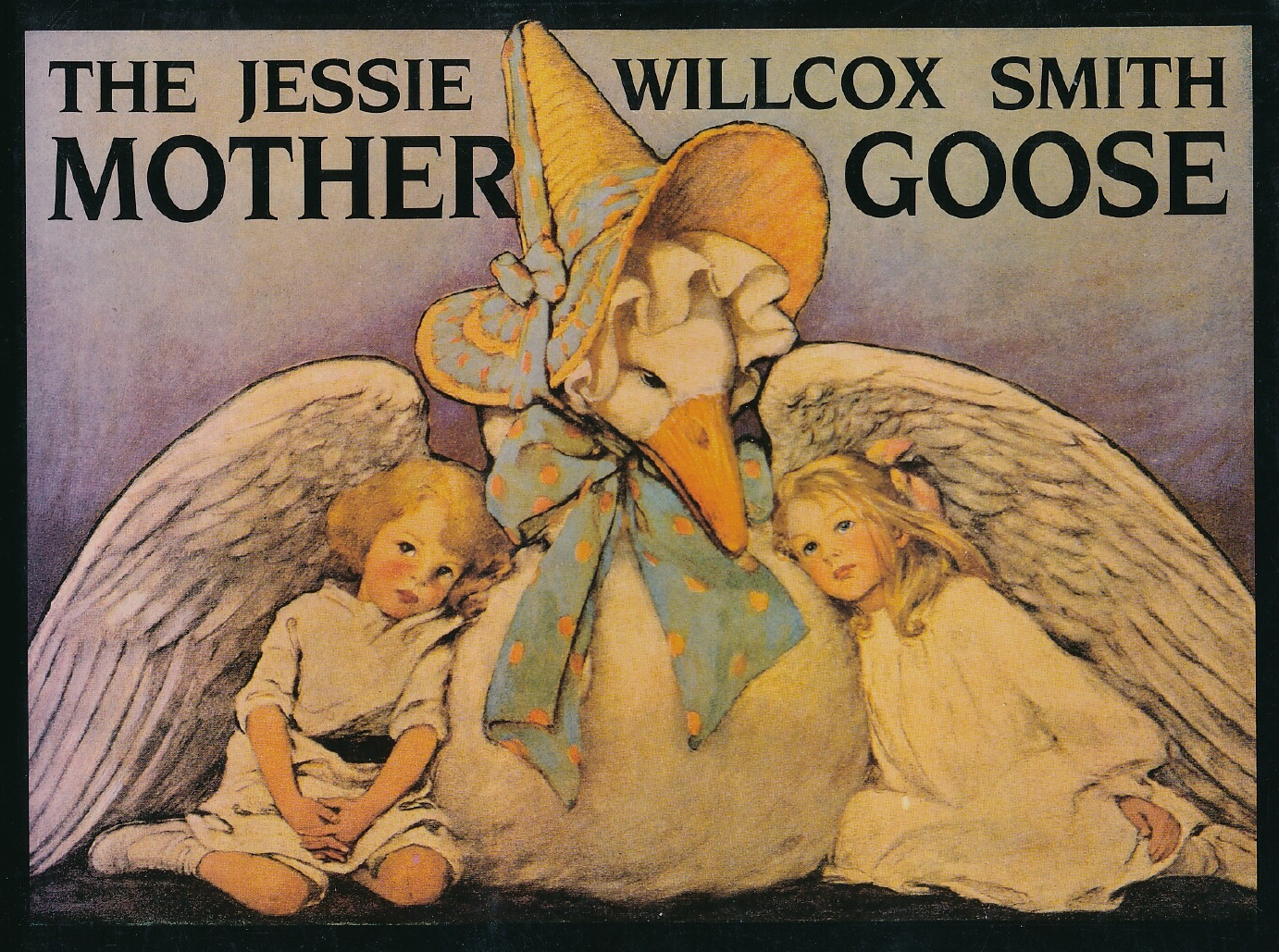
The Jessie Wilcox Smith Mother Goose, 1914

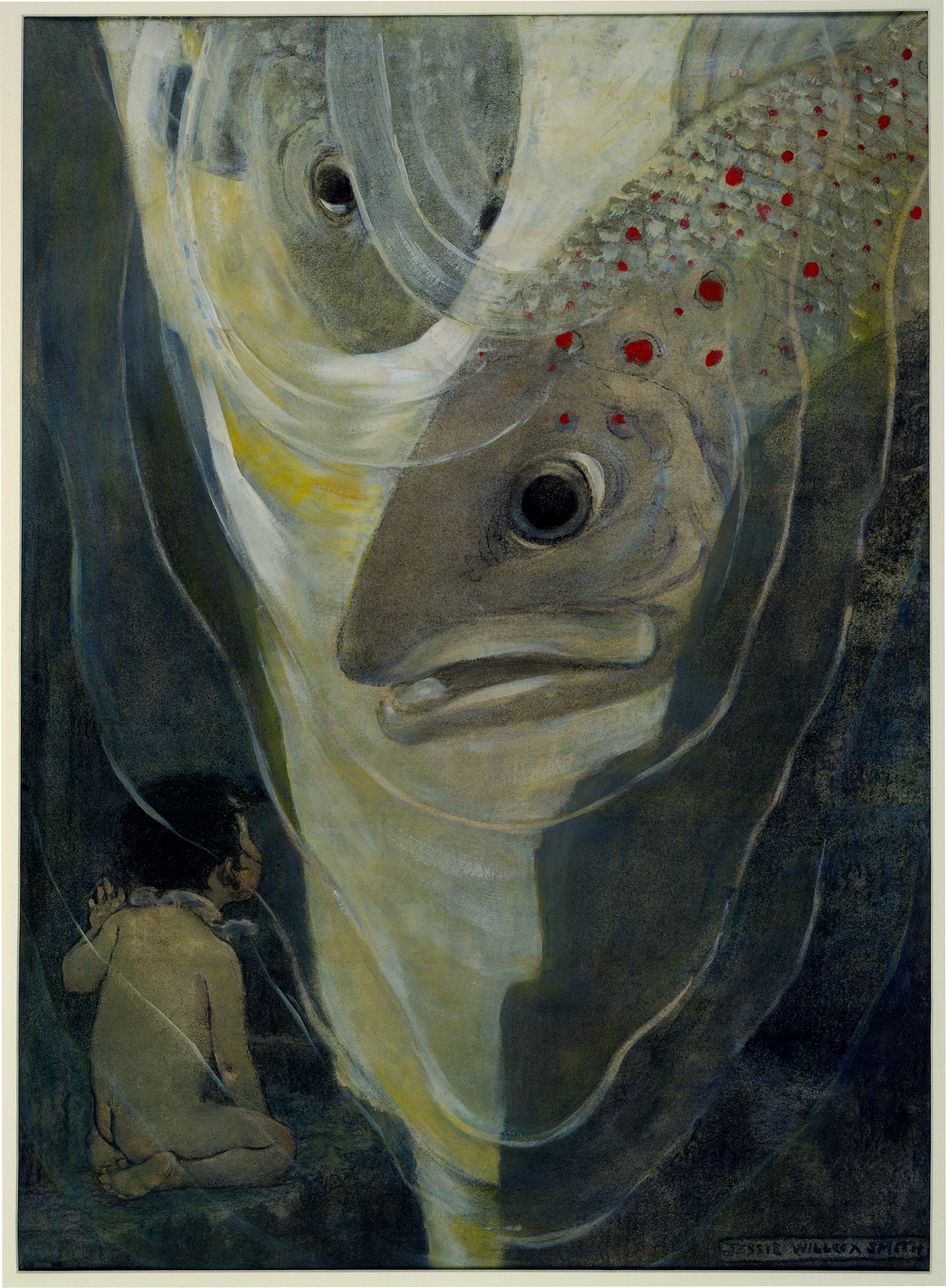
The Water-Babies

A fines del siglo XIX y principios del XX aproximadamente el 88% de los suscriptores de 11.000 revistas y periódicos estadounidenses era mujeres. A medida que las mujeres ingresaban en la comunidad artística, los editores contrataron mujeres para crear ilustraciones que describieran el mundo desde una perspectiva femenina. Otras ilustradoras exitosos fueron Jennie Augusta Brownscombe, Rose O'Neill, Elizabeth Shippen Green y Violet Oakley. Smith prefirió crear ilustraciones para cubiertas, historias, y publicidades. Según el National Museum of American Illustration, muchos la consideran "la más grande ilustradora de libros infantiles" y ha sido comparada con Mary Cassatt por sus adorables retratos de niños.
Smith fue miembro de The Plastic Club (fundado en 1897), una organización establecida para promover "el arte por el arte". Otros miembros incluían a Elenore Abbott, Violet Oakley, y Elizabeth Shippen Green. En 1903, la Sociedad de Ilustradores eligió a Florence Scovel Shinn y Elizabeth Shippen Green como sus primeras miembros femeninas. Smith, Oakley, y May Wilson Preston fueron elegidas el año siguiente. Fueron miembros asociadas hasta 1920, cuándo fueron hechas miembros plenas. En 1905, Willcox Smith fue una de siete artistas contratados para trabajar exclusivamente para Collier's. Los otros fueron Charles Dana Gibson, Maxfield Parrish, Arthur Burdett Frost, Frank X. Leyendecker, E. W. Kemble, y Frederic Remington.
Según un artículo de The New York Times, en 1910 Smith ganaba aproximadamente $12.000 dólares por año, cuando los profesionales no hacían más que $6.000. Como Norman Rockwell y J. C. Leyendecker, se volvió tan popular como una "estrella de los medios". Smith fue conocida particularmente por sus ilustraciones y carteles publicitarios de niños y mujeres.
En 1911 tanto sus padres como Howard Pyle fallecieron, y Elizabeth Shippen Green se casó con Huger Elliot. Oakley consiguió un trabajo en Harrisburg, la capital estatal, que la mantenía fuera de Cogslea por largos períodos de tiempo. Smith construyó una casa-estudio de 16 habitaciones en una propiedad cercana a Cogslea. Vivió allí con Cozens, su tía, y su hermano.
Por los siguientes años siguió ilustrando para revistas, incluyendo una serie de ilustraciones de Mother Goose en Good Housekeeping que estuvieron en blanco y negro hasta mediados de 1914. Sus ilustraciones se reprodujeron en el libro The Jessie Wilcox Smith Mother Goose. El libro que reflejó sus ilustraciones realistas de madres e hijos fue un éxito comercial. El biógrafo Edward D. Nudelman escribió, "La ilustración de cubierta para este libro, mostrando dos niños bajo las alas de la Madre Oca, es una de las imágenes más cálidas de Smith. La serenidad retratada en la postura y expresión de los niños, junto con el cuidado de la Madre Oca, evidencia la genialidad de Smith." Smith solía pintar niños, usuando persuasivamente leche, galletas y cuentos de hadas para conseguir un modelo de niño relajado y centrado. En un artículo de octubre de 1917 en Good Housekeeping escribió que "un niño siempre mirará directamente a cualquiera que esté contando una historia; así que mientras pinto, les digo cuentos maravillosos de oír". En 1916 Smith terminó uno de sus trabajos más conocidos para el libro Los bebés acuáticos de Charles Kingsley.
Realizó todas las cubiertas de Good Housekeeping entre diciembre de 1917 y abril de 1933, volviéndose la artista con la mayor cantidad de cubiertas de revistas ilustradas de continuo. Creó un total de 184 ilustraciones de escenas familiares para la revista. Fue una de las ilustradoras mejor pagas de su época, ganando $1.500 por cubierta. También creó ilustraciones para Kodak y el jabón Ivory de Procter & Gamble. Realizó ilustraciones para las revistas Collier y para varios trabajos de Charles Dickens como Tiny Tim, Dicken's Childrens y David Copperfield.
Smith continuó ilustrando toda su vida, pero aumentó el número de retratos que pintaba alrededor de 1925. Utilizó una técnica que aprendió de Eakins en estos años más tardíos. Utilizó fotografías como herramienta al crear retratos.

### Estilo artístico

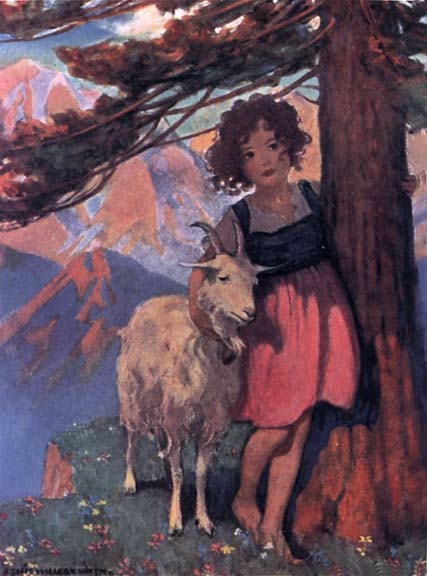
Portada de Heidi, edición de 1922.

El estilo de Smith cambió drásticamente a lo largo de su vida. Al comienzo de su carrera utilizó bordes oscuros para delinear objetos brillantes y personas en un estilo descrito como "japonés". En trabajos posteriores suavizó líneas y colores hasta que casi desaparecieron. Smith trabajó con diferentes recursos: óleo, acuarela, crayones, gouache, carbonilla, cualquier cosa que le diera el efecto deseado. A menudo mezclaba óleos y carbonilla en un papel cuyo grano o textura eran una importante adición al trabajo. Su uso del color estuvo influido por los impresionistas franceses.

### Muerte y legado
Poco amante de los viajes, Smith finalmente finalmente accedió visitar Europa en 1933 con Isabel Crowder, la sobrina de Henrietta Cozens, y una enfermera. Durante el viaje, su salud empobreció, y falleció en Cogshill a los 71 años en 1935. En 1936, la Academia de Bellas Artes de Pensilvania realizó una exposición conmemorativa de sus trabajos.
En 1991, Smith fue la segunda mujer en ser incluida en el Salón de la Fama de la Sociedad de Ilustradores. Lorraine Fox (1979) fue la primera. Del pequeño grupo de mujeres incluidas, tres fueron miembros de las Chicas de la Rosa Roja: Jessie Willcox Smith, Elizabeth Shippen Green (1994) y Violet Oakley (1996).
Smith legó 14 trabajos originales al "Gabinete de la Ilustración Estadounidense" de la Biblioteca del Congreso para documentar la época dorada de la ilustración (1880-1920s). Varios de sus documentos personales se encuentran en los American Art Archives del Instituto Smithsoniano.

## Colecciones
Sus trabajos están entre las siguientes colecciones:
- Museo de Arte de Delaware[3]
- Rare Book Department, Biblioteca Pública de Filadelfia[22]
- Museo Nacional de Ilustración[6]
- Biblioteca Pública de Nueva York (Galería digital)[23]
- Museo de Arte de Filadelfia[24]
- Biblioteca del Congreso de Estados Unidos[14]
- Museo de Arte de la Universidad de Míchigan[25]
- Instituto Smithsoniano[21]

## Obras
Smith realizó ilustraciones para más de 250 periódicos, 200 cubiertas de revista, 60 libros, impresiones, calendarios y carteles de 1888 a 1932. También pintó retratos. Algunos de sus trabajos son:

### Ilustraciones
- New and True [Poems] – Mary Wiley Staver (1892)
- Evangeline: A Tale of Acadie – Henry Wadsworth Longfellow (1897)
- The Young Puritans in Captivity – Mary Prudence Wells Smith (1899)
- Brenda's Summer at Rockley - Helen Leah Reed (1901)
- Una Chica Anticuada– Louisa May Alcott (1902)
- The Book of the Child [Cuentos] – Mabel Humphrey (Stokes, 1903)
- Rhymes of Real Children – Betty Sage (1903)
- In The Closed Room – Frances Hodgson Burnett (1904)
- A Child's Garden of Verses – Robert Louis Stevenson (1905)
- The Bed-Time Book – Helen Hay Whitney (1907)
- Dream Blocks – Aileen Cleveland Higgins (1908)
- The Seven Ages of Childhood – Carolyn Wells (1909)
- A Child’s Book of Old Verses – Varios Poetas (1910)
- The Five Senses – Angela M. Keyes (1911)
- The Now-a-Days Fairy Book – Anna Alice Chapin (1911)
- A Child’s Book of Stories – Penrhyn W. Coussens (1911)
- Dicken's Children – Charles Dickens (1912)
- Twas The Night Before Christmas – Clement Clarke Moore (1912)[26]
- The Jessie Wilcox Smith Mother Goose (1914)
- Mujercitas– Louisa May Alcott (1915)
- When Christmas Comes Around – Priscilla Underwood (1915)
- Swift’s Premium Calendar (1916)
- The Water Babies – Charles Kingsley (1916)[14]
- The Way to Wonderland – Mary Stewart (1917)
- At The Back of The North Wind – George MacDonald (1919)
- The Princess and the Goblin – George MacDonald (1920)
- Heidi – Johanna Spyri (McKay, 1922)
- Boys and Girls of Bookland – Nora Archibald Smith (1923)
- A Very Little Child’s Book of Stories – Ada M. & Eleanor L. Skinner (1923)
- A Child’s Book of Country Stories – Ada M. & Eleanor L. Skinner (1925)

## Galería
|                        |
| Caperucita Roja, 1911. |

|             |
| Fairy Tales |

|                                                                    |
| Portada de The Princess and the Goblin, de George MacDonald, 1920. |

|                   |
| Heidi y su abuelo |